# Хэлфорд, Брюс
Брюс Хэ́лфорд (18 мая 1931, Хэмптон-ин-Арден, Уэст-Мидлендс — 4 декабря 2001) — британский автогонщик, пилот Формулы-1.

## Биография
- Родился 18 мая 1931 года в Хэмптон-ин-Арден[англ.] (район Солихалл). Его семья владела гостиницей. Первые свои гонки Брюс провёл в 1954 за рулём автомобиля Riley TT Sprite. В 1955 Хэлфорд выступал на Cooper.
- В 1956 году Брюс Хэлфорд приобрёл у Хорейса Гульда Maserati 250F, ранее принадлежавший Принцу Бира. На этой машине гонщик дебютировал в Формуле-1 в Гран-при Великобритании 1956 года. В своей второй гонке, Гран-при Германии, Хэлфорд вылетел с трассы, но финишировал четвёртым, после того как ему помогли вернуться на трассу. Однако за постороннюю помощь он был дисквалифицирован. В Гран-при Италии Хэлфорд сошёл с дистанции из-за проблем с двигателем. При этом в 1956 гонщик добился успеха в ряде внезачётных Гран-при. Хэлфорд выиграл гонку в Ултон-Парке и пришёл третьим во второй из двух проходивших в сезоне гонок в Эйнтри[1].
- В 1957 состоялся дебют Брюса Хэлфорда в Ле-Мане за рулём Talbot. В Формуле-1 Хэлфорд, как и в 1956, провёл три Гран-при, которые были последними в сезоне 1957. Он смог финишировать лишь один раз, заняв 11 место в Гран-при Германии. Вместе с этим Хэлфорд занял 3 место в неофициальном Гран-при Кана.
- В следующем, 1958 году Хэлфорд не выступал в официальных Гран-при Формулы-1, однако принял участие во многих гонках спортивных автомобилей, проходивших преимущественно в Великобритании. Его автомобилем был Lister. На этой же машине Брюс Хэлфорд занял 15 место в Ле-Мане.
- Хэлфорд принял участие в первом этапе сезона 1959 Формулы-1 в Монако на частном Lotus 16, однако столкновение с фон Трипсом и Айрлендом выбило его из борьбы. На всё том же Lister Брюс Хэлфорд пришёл 5-м в Гран-при Эйнтри. В 1960 Хэлфорд провёл два Гран-при Формулы-1 на частном Cooper T51, не набрав очков. За всю карьеру Брюсу Хэлфорду не удалось набрать ни одного очка в Формуле-1.
- В 1961 Брюс Хэлфорд выиграл гонку Whitsun Trophy в Гудвуде. В дальнейшем он редко выступал в автоспорте. В конце 1970-х Хэлфорд участвовал в гонках исторических автомобилей за рулём Lotus 16.

## Результаты выступлений в Формуле 1
| Легенда к таблице |                                                                    |
| --- | ------------------------------------------------------------------ |
| В таблице перечислены результаты всех Гран-при Формулы-1, в которых принимал участие гонщик. Строками таблицы являются сезоны, столбцами — этапы чемпионата мира. В каждой клетке указаны сокращённое название этапа и результат, дополнительно обозначенный цветом. Расшифровка обозначений и цветов представлена в нижеследующей таблице. |                                                                    |
| \| Пример \| Описание \| \| ------------ \| ------------------------------------------------------------------ \| \| 1 \| Победитель \| \| 2 \| Второе место \| \| 3 \| Третье место \| \| 5 \| Финишировал, заработав очки \| \| Сход \| Не финишировал, но при этом заработал очки \| \| 12 \| Финишировал, не получив очков \| \| НКЛ \| Финишировал, но не попал в финальную классификацию \| \| 15 \| Участвовал вне зачёта, либо по отдельной классификации \| \| 18 \| Не финишировал, но попал в финальную классификацию \| \| Сход \| Не финишировал \| \| НКВ \| Не прошёл квалификацию \| \| НПКВ \| Не прошёл предквалификацию \| \| ДСК \| Дисквалифицирован \| \| ИСК \| Исключён из протокола соревнований \| \| ТТ \| Заявлен для участия только в тренировках \| \| НС \| Участвовал в квалификации, но не стартовал в гонке \| \| Т \| Травмирован или болен \| \| ОТК \| Отказ от участия \| \| НТР \| Прибыл на соревнования, но на трассу не выезжал \| \| НПР \| Был заявлен в числе участников, но не прибыл к началу соревнований \| \| О \| Соревнования отменены \| \| \| Не участвовал \| \| Поул-позиция \| \| \| Быстрый круг \| \| |                                                                    |
| Пример | Описание                                                           |
| 1 | Победитель                                                         |
| 2 | Второе место                                                       |
| 3 | Третье место                                                       |
| 5 | Финишировал, заработав очки                                        |
| Сход | Не финишировал, но при этом заработал очки                         |
| 12 | Финишировал, не получив очков                                      |
| НКЛ | Финишировал, но не попал в финальную классификацию                 |
| 15 | Участвовал вне зачёта, либо по отдельной классификации             |
| 18 | Не финишировал, но попал в финальную классификацию                 |
| Сход | Не финишировал                                                     |
| НКВ | Не прошёл квалификацию                                             |
| НПКВ | Не прошёл предквалификацию                                         |
| ДСК | Дисквалифицирован                                                  |
| ИСК | Исключён из протокола соревнований                                 |
| ТТ | Заявлен для участия только в тренировках                           |
| НС | Участвовал в квалификации, но не стартовал в гонке                 |
| Т | Травмирован или болен                                              |
| ОТК | Отказ от участия                                                   |
| НТР | Прибыл на соревнования, но на трассу не выезжал                    |
| НПР | Был заявлен в числе участников, но не прибыл к началу соревнований |
| О | Соревнования отменены                                              |
| | Не участвовал                                                      |
| Поул-позиция |                                                                    |
| Быстрый круг |                                                                    |

| Сезон | Команда              | Шасси         | Двигатель                  | Ш | 1        | 2       | 3   | 4   | 5   | 6        | 7        | 8        | 9   | 10  | Место | Очки |
| ----- | -------------------- | ------------- | -------------------------- | - | -------- | ------- | --- | --- | --- | -------- | -------- | -------- | --- | --- | ----- | ---- |
| 1956  | Bruce Halford        | Maserati 250F | Maserati 250F 2,5 L6       | P | АРГ      | МОН     | 500 | БЕЛ | ФРА | ВЕЛ Сход | ГЕР ДСК  | ИТА Сход |     |     | —     | 0    |
| 1957  | Bruce Halford        | Maserati 250F | Maserati 250F 2,5 L6       | P | АРГ      | МОН     | 500 | ФРА | ВЕЛ | ГЕР 11   | ПЕС Сход | ИТА Сход |     |     | —     | 0    |
| 1959  | John Fisher          | Lotus 16      | Coventry Climax FPF 2,5 L4 | D | МОН Сход | 500     | НИД | ФРА | ВЕЛ | ГЕР      | ПОР      | ИТА      | США |     | —     | 0    |
| 1960  | Fred Tuck Cars       | Cooper T51    | Coventry Climax FPF 2,5 L4 | D | АРГ      | МОН НКВ | 500 | НИД | БЕЛ |          |          |          |     |     | —     | 0    |
| 1960  | Yeoman Credit Racing | Cooper T51    | Coventry Climax FPF 2,5 L4 | D |          |         |     |     |     | ФРА 8    | ВЕЛ      | ПОР      | ИТА | США | —     | 0    |